# San Augustine (Teksas)
San Augustine je grad u američkoj saveznoj državi Teksas. Prema popisu stanovništva iz 2010. u njemu je živjelo 2.108 stanovnika.